# محوطه و گورستان کپرگه
محوطه و قبرستان کپرگه مربوط به دوران‌های تاریخی پس از اسلام است و در شهرستان خرم‌آباد، بخش چغلوندی، روستای گلم کبود واقع شده و این اثر در تاریخ ۷ آذر ۱۳۸۳ با شمارهٔ ثبت ۱۱۲۱۸ به‌عنوان یکی از آثار ملی ایران به ثبت رسیده است.